# به آینه نگاه کن (فیلم)
به آینه نگاه کن (به انگلیسی: Looking Glass) یک فیلم سینمایی آمریکایی در ژانر هیجان انگیز محصول سال ۲۰۱۸ به کارگردانی تیم هانتر و با بازی نیکلاس کیج است. این اثر سینمایی در ایالات متحده توسط مومنتوم پیکچرز در تاریخ ۱۶ فوریه ۲۰۱۸ منتشر شد.

## بازیگران
- نیکلاس کیج به عنوان ری
- رابین تونی به عنوان مگی
- مارک بلوکس در نقش هاوارد
- ارنی لویلی به عنوان تامی
- ژاک گری به عنوان جسیکا "اتاق ۶"
- بیل بولندر به عنوان بن
- کیمی جیمنز به عنوان بکی
- باری جی مینوف به عنوان مالک پمپ بنزین
- جیسون کی. ویکسوم بنزین
  - سیل آگاله به عنوان کارآگاه
- ربکا بکهام به عنوان دختر شماره ۵ تامی[۱][۲][۳][۴][۵][۶]